# Eugenia polypora
Eugenia polypora är en myrtenväxtart som beskrevs av Ignatz Urban. Eugenia polypora ingår i släktet Eugenia och familjen myrtenväxter. IUCN kategoriserar arten globalt som akut hotad. Inga underarter finns listade i Catalogue of Life.